# D.D. Verni
D. D. Verni właściwie Carlo Verni (ur. 12 kwietnia 1961 w New Jersey) – amerykański basista. D. D. Verni znany jest przede wszystkim z wieloletnich występów w grupie muzycznej Overkill, której był współzałożycielem. Od 1998 roku członek formacji The Bronx Casket Co..

## Dyskografia
The Bronx Casket Co.
- The Bronx Casket Co. (1999)
- Sweet Home Transylvania (2001)
- Hellectric (2005)
- Antihero (2011)

Gościnnie
- Hades - The Downside (2000)[5]
- Bassinvaders - Hellbassbeaters (2008)[6]